# Engie
Engie — це французька енергетична промислова група. 2015 року була третьою за величиною глобальною групою в енергетичному секторі, за винятком нафти. Її головний акціонер - держава Франція, що володіє 23,64 % капіталу та 33,84 % прав голосу.

## Історія
Групу створено 22 липня 2008 року в результаті злиття між Gaz de France (GDF) та Suez. У 2010 році GDF Suez стала «найбільшою компанією у сфері комунальних послуг за рівнем обороту» завдяки злиттям з британським електриком International Power. У квітні 2015 року група оголосила про зміну комерційної назви з «GDF Suez» на «Engie», корпоративне найменування групи з 29 липня 2015 року.
У 2016 році група розпочала глибоку трансформацію, спрямовану на енергетичний та цифровий перехід. Її промислова стратегія розвивається, похитнувшись змінами в управлінні.
2018 року в Engie працювало 158 тис. працівників, а її оборот склав 60,6 млрд євро.

## Співпраця з Росією
Компанія фінансує «Північний потік-2» і співпрацює з російським Газпромом.
30 квітня 2022 року, під час повномасштабного вторгнення військ Росії до України, сотні людей пікетували офіс компанії в рамках Stop Bloody Energy. Протестувальники  вимагали розірвати газові контракти з Росією та припинити фінансувати країну-терориста.